# الرحب (المخادر)

تعديل مصدري - تعديل

الرحب هي إحدى قرى عزلة الوادي بمديرية المخادر التابعة لمحافظة إب، بلغ تعداد سكانها 187 نسمة حسب تعداد اليمن لعام 2004.